# (8661) Ratzinger

## Description
(8661) Ratzinger est un astéroïde évoluant dans la ceinture principale, découvert le 14 octobre 1990 par les astronomes allemands Lutz D. Schmadel et Freimut Börngen depuis l'observatoire Karl-Schwarzschild près de Tautenburg.
Il est nommé en l'honneur du Cardinal Joseph Ratzinger (élu par la suite pape sous le nom de Benoit XVI) qui en 1998 fit ouvrir les archives du Vatican pour permettre aux chercheurs d'examiner des erreurs juridiques envers Galilée et d'autres scientifiques médiévaux. 

## Compléments